# 小行星6042
小行星6042（6042 Cheshirecat）是一颗绕太阳运转的小行星，为火星轨道穿越小行星。该小行星于1990年11月23日，在靜岡縣的Yakiimo Station觀測所发现。
該小行星以路易斯·卡洛爾的兒童文學作品《愛麗斯夢遊仙境》中的角色柴郡貓命名。

## 外部連結
- JPL Small-Body Database Browser on 6042 Cheshirecat （页面存档备份，存于）